# Замойська академія
Академія Замойська, або Замостська (пол. Akademia Zamojska; лат. Hippaeum Zamoscianum) — вищий навчальний заклад у місті Замостя, заснований Яном Саріушем Замойським 1594 року. Папа римський Климент VIII затвердив створення академії свою буллою від 29 жовтня 1594 року. З 1669 року університет, який припинив своє існування у 1784 році.

## Історія

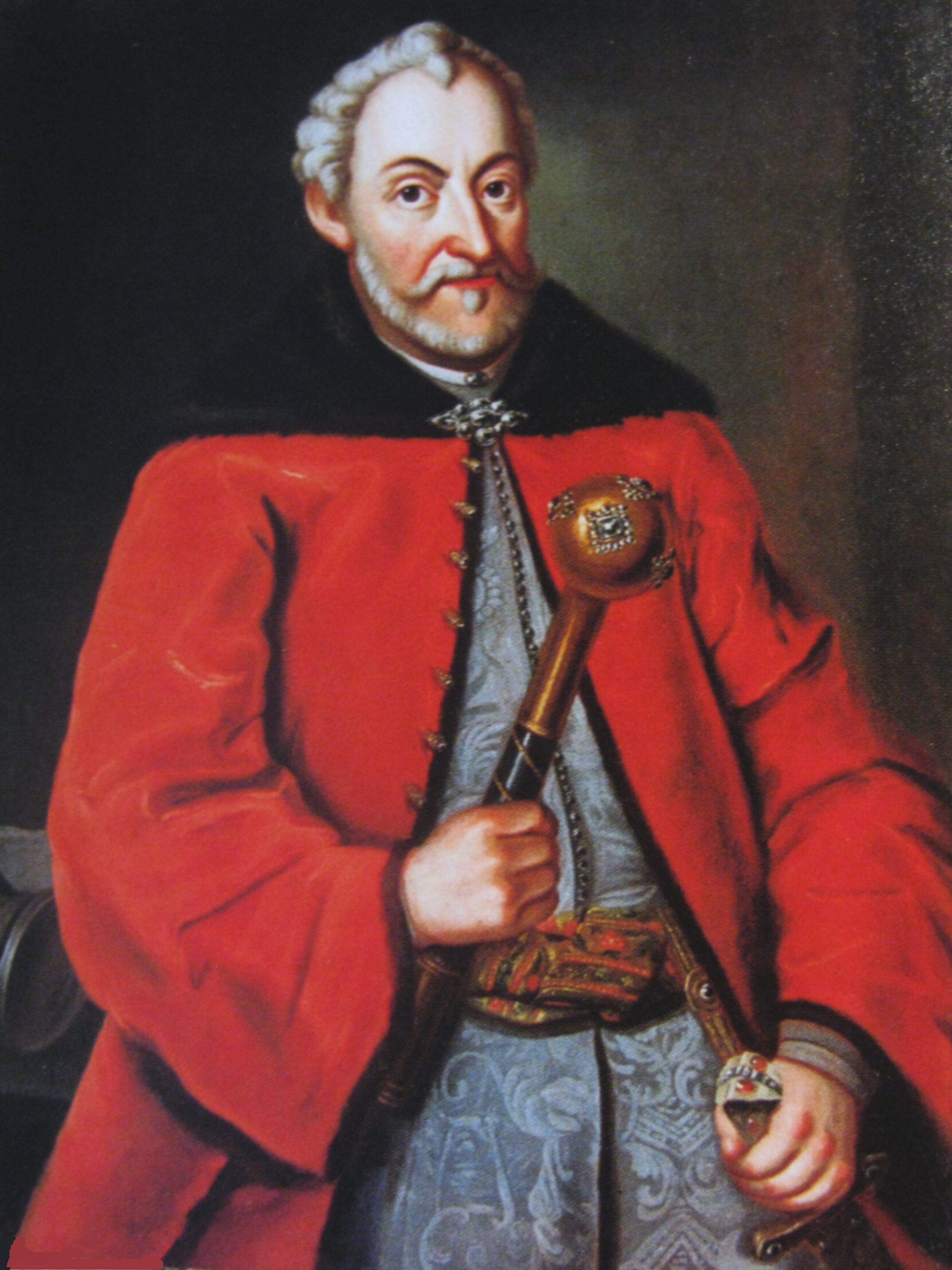
Ян Саріуш Замойський — засновник академії

1594 року державний діяч та дідич Замостя Ян Саріуш Замойський фундував (фундаційний акт) у своєму місті приватний вищий навчальний заклад (пол. szkoła wyższa), який отримав назву Замойська академія. Король Сигізмунд III Ваза затвердив фундаційний акт 1601 року. Страсбурзька академія була взірцем для Замойської.
Розпочала функціонувати 15 березня 1595 року на базі Замостянської гімназії, відкритої 1589-го. Булла Папи римського Климента VIII від 29 жовтня 1594 року дозволяла відкрити навчальний заклад зі статусом університету, який мав три факультети — вільних мистецтв (артистичним, або філософським), правничий і медичний. 1637 року Академії надавали право присуджувати науковий ступінь доктора філософії. 1648 року утворили богословський (теологічний) відділ (факультет). Важливу роль у створенні академії та організації її діяльності відіграли культурний діяч Шимон Шимонович, Дж. Казеліус та Ян Щасний Гербурт, які діяли за дорученням фундатора. Канцлером академії вважався холмський римо-католицький єпископ, однак від 1617 року найвища влада належала ректорові, якого обирали щороку. 1627 року під час пожежі в місті постраждало приміщення Академії, а 1639 року розпочали будівництво нового.
За програмою передбачалося два рівні студій: нижчий — п'ятирічний — і вищий, академічний, який тривав шість років. Згодом структура академії змінювалася: почали діяти кафедри історії (1645), канонічного права (1647), кафедра практичної медицини (1698) та інші. Лекції проходили грецькою і латинською мовами. 1746 року на чотирьох факультетах було 20 кафедр. Заклад мав свою філію — колегіум у містечку Олика, власну друкарню (розвинула діяльність від 1593 року) і бібліотеку.
Відзначалася віротерпимістю: тут навчалися римо- та греко-католики (унійці), православні, протестанти з Речі Посполитої та інших країн Європи. Також — українська (руська) молодь з Руського, Белзького, Волинського і Люблінського воєводств, а також з Київщини, Брацлавщини, Поділля. В Академії навчалися переважно вихідці з української шляхти (традиційно тут навчалися представники таких родів, як Древинські, Киселі (у тому числі — Адам Кисіль), Малинські, Жабокрицькі, Хребтовичі, Сущанські-Проскури, Чапличі, Гулевичі, Аксаки тощо), деяких князівських родин (зокрема, Сангушки, Святополк-Четвертинські), міщан, купецтва, ремісників і навіть селян. Вихованці Академії працювали в судах, були вчителями, лікарями, церковнослужителями.
Припинила своє існування 1784 року після того, як за першим поділом Польщі 1772 року Замостя відійшло до Габсбурзької монархії. На її базі було відкрито королівський ліцей.
Була першим приватним університетом, четвертим відкритим вищим навчальним закладом — після Кракова (1364 р.), Люблянської в Познані (1519 р.), Вільнюса (1578 р.) — на території Речі Посполитої. У перше десятиліття свого існування (до смерті гетьмана Я. С. Замойського) академія отримала значну популярність в Речі Посполитій, а також у всій Європі. Завдяки Замостю на рубежі 16 століття та 17 століття Польща була одним з основних центрів наукової думки.

## Відомі люди

### Ректори
- Андрій Абрек — львів'янин, 1641—1642, 1654—1655, 1655—1656 роки
- Валеріян Альнпех — львів'янин, 1650—1652 роки[6]
- Василь Рудомич
- Шимон Бірковський, уродженець Львова[7][8]

### Вихователі
- Касіян Сакович

### Випускники, спудеї
За весь час діяльності в закладі здобули освіту понад 10 тисяч студентів. Зокрема,
- Викладачі й ректори Київської братської школи Касіян Сакович, Хома Євлевич
- Перші професори Київського колегіуму Сильвестр (Косів) та Ісайя Трофимович-Козловський, ймовірно, Йосиф Кононович-Горбацький.[3]
- Митрополит Петро Могила
- Адам Кисіль — український урядник, політичний і державний діяч Речі Посполитої
- Гриневецький Мелетій Модест — ректор Львівського університету
- Михайло Гунашевський, син гетьмана Петра Сагайдачного Лука, Миколай Потоцький